# Gigi (compositor)
Neilton Cerqueira Santos, mais conhecido como Gigi (Irará, 30 de Setembro de 1966) é um baixista e compositor brasileiro, integrante da banda da cantora baiana Ivete Sangalo.
Gigi começou tocando violão com sete anos e, com nove, já estava tocando baixo no trio elétrico em Irará, que pertencia a seu pai. Gigi ficou conhecido por, de 1993 a 2001, integrar a banda do cantor Netinho e compor hits como Preciso de Você e Menina Linda, entre outras. A partir de 2001, passou a tocar com Ivete Sangalo, a partir das gravações do álbum Festa, e de lá pra cá compôs hits como Faz Tempo, Flor do Reggae, Abalou, Não Precisa Mudar, Acelera Aê, entre outras. Desde então, atua como compositor e arranjador.
Atualmente, Gigi utiliza como baixo principal um Fender Jazz Bass, da série American Deluxe, de cinco cordas. Anteriormente, usou baixos como Fodera Emperor e Tobias Growler (ambos também de cinco cordas). Gigi também ganhou o Troféu Dodô e Osmar na categoria Melhor Instrumentista do Carnaval de Salvador.

## Início de carreira e trabalho com Netinho (1993-2000)

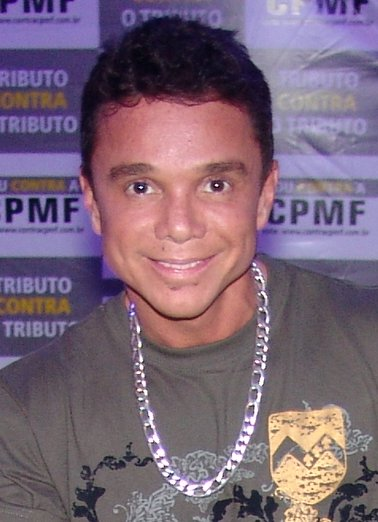
Gigi começou sua carreira de compositor compondo para o cantor Netinho.

Gigi iniciou sua carreira como compositor no ano de 1993, ao trabalhar com o cantor baiano Netinho, em seu primeiro álbum solo, intitulado Um Beijo pra Você, nas faixas Por que Tudo Acabou (em parceria com Carlinhos Boca) e Desejo (composição solo de Gigi). Em 1995, Gigi compôs para o segundo álbum de Netinho, Nada Vai Nos Separar, de 1995, com duas composições solo, Jeito Diferente e Conte Comigo, e duas em parceria com Carlinhos Boca, Amor Caliente e Bahia Carnaval. Em 1996, Gigi escreveu seu primeiro grande sucesso para Netinho, a canção "Preciso de Você", em parceria com Boca, que esteve presente no álbum homônimo do cantor de 1996. No mesmo ano, as composições de Gigi, Pra Ela, Tem Jeito Não e Menina Linda, entraram para o álbum Netinho Ao Vivo, do mesmo ano.
Com o passar do tempo, Gigi passou a ter ainda mais liberdade para escrever para Netinho, assinando sete faixas no álbum posterior, Me Leva, de 1997, sendo quatro composições solo e três em parceria. Uma das parcerias foi com Jauperi, na faixa Rainha. Em 1998, Gigi assinou três composições do álbum Rádio Brasil, sendo duas solo (Lugar Nenhum e Bem Longe) e uma em parceria (Tão Bom, com Evany). Em 1999, Gigi compôs mais três faixas, que ficaram disponíveis no álbum Clareou. Gigi também compôs ao lado de Jauperi a canção Topo do Mundo, para a banda de Jau, Ifá. A canção foi um sucesso, alcançando a posição de número 25 nas paradas de sucesso. Com o passar do tempo, Gigi passou a compor menos para Netinho, tendo apenas uma canção no álbum Corpo Cabeça, de 2000, com a faixa Intuição.

## Últimos trabalhos com Netinho e início dos trabalhos com Ivete Sangalo (2001 - 2002)

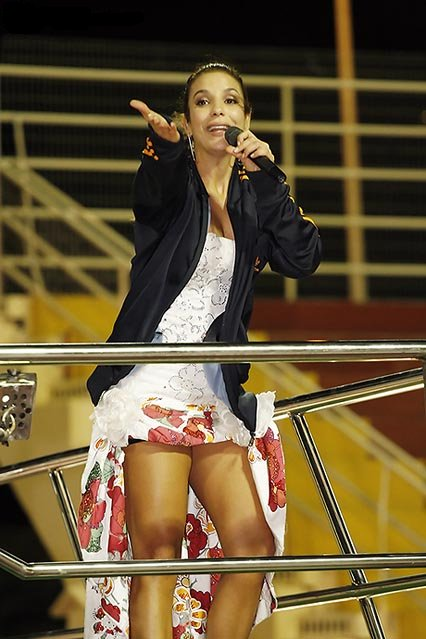
Gigi passou a compor e tocar baixo para Ivete Sangalo a partir de 2001, entrando para a Banda do Bem em 2003.

Em 2001, Gigi contribuiu pela última vez com Netinho, com três músicas para o seu álbum Terra Carnavalis - Ao Vivo em Salvador, de 2001. Dentre as faixas, destaca-se a canção Amor Verdadeiro, que foi lançada como single em dezembro de 2001, alcançando a posição de número 49. No mesmo ano, Gigi trabalhou pela primeira vez com a cantora baiana Ivete Sangalo, compondo as faixas Penso (em parceria com Fabio O'Brian) e Em Mim, Em Você (em parceria com a própria Ivete). Em 2002, a primeira composição de Gigi para Ivete foi lançada como single, a canção Penso, alcançando a posição de número 14 nas paradas de sucesso, se tornando o maior sucesso composto por Gigi, desde Menina Linda, de 1996.

## Integração à Banda do Bem, compondo para outros artistas e sucesso com Ivete (2003-2005)
Em 2003, Gigi passou a integrar oficialmente à Banda do Bem, banda formada por Ivete Sangalo para seu quarto álbum de estúdio, se tornando responsável pelo baixo e arranjos. No mesmo ano, Gigi compôs duas canções para o quarto álbum de estúdio da cantora, Clube Carnavalesco Inocentes em Progresso (2003), Faz Tempo (em parceria com Fábio O'Brian) e Devagar e Sempre (com Rudnei Monteiro). Faz Tempo traz uma levada um mais agitada, mais roqueira, com direito a breques de teclados e bateria de trio elétrico, já Devagar e Sempre foi tida como um soul. Em 2004, Faz Tempo foi lançada como single, se tornando um sucesso, alcançando a posição de número 2, se tornando o maior sucesso composto por Gigi, desde Preciso de Você, em 1996, do cantor Netinho. Gigi também compôs a canção Flor do Reggae, com O'Brian e Sangalo, para o álbum MTV ao Vivo (Ivete Sangalo) de 2004. A canção se tornou o primeiro número um composto por Gigi.
Em 2005, Gigi teve bastante liberdade para compor, tendo quatro faixas no álbum As Super Novas, também de 2005, uma delas sendo o hit Abalou (em parceria com a própria Ivete e Larrisa Meira), que alcançou o número um nas paradas, sendo o segundo single consecutivo de Ivete composto por Gigi a alcançar o topo. Gigi também compôs Poder, Eh Maravilha e Na Bahia. No mesmo ano, a cantora Daniela Mercury regravou sua composição com Jauperi, a canção Topo do Mundo, para o seu álbum Balé Mulato. A canção se tornou um sucesso ao ser lançada como single, alcançando o pico de número 13, sendo mais bem-sucedida que a versão original (que alcançou o pico de 25). Ainda em 2005, Gigi compôs a canção O Seu Adeus, para o cd Cheiro de Amor Ao Vivo, da banda Cheiro de Amor.

## Mais uma canção para Netinho, mais hits para Ivete e Troféu Dodô & Osmar (2007 - 2009)
Em 2006, Gigi voltou a compor para o cantor Netinho, escrevendo ao lado do seu parceiro Fabinho O'Brian a canção Dilema, para o álbum Netinho Por Inteiro - Ao Vivo (2006). Em 2007, Gigi compôs mais hits para Ivete, para o seu segundo álbum ao vivo, Ivete no Maracanã (Multishow ao Vivo), Não Precisa Mudar e Completo. Ambas canções se tornaram sucesso nas paradas, consolidando ainda mais a carreira de Gigi como compositor. No mesmo ano, Gigi ganhou o Troféu Dodô e Osmar, na categoria Melhor Instrumentista do Carnaval de Salvador, enquanto que na edição de 2008 ele recebeu uma homenagem como compositor. No mesmo ano, Gigi e Fabio O'Brian escreveram para Ivete a canção Não Me Faça Esperar, lançada como single em janeiro e alcançando o Top 3 nas paradas de sucesso. Em 2009, Gigi também recebeu uma indicação ao Prêmio Multishow, na categoria de Melhor Instrumentista do Brasil. No mesmo ano, Gigi compôs diversas músicas para o sexto álbum de estúdio da cantora, "Pode Entrar" (2009), dentre elas o segundo single "Agora Eu Já Sei", "Eu Tô Vendo" e "Sintonia e Desejo".

## Sucesso consolidado (2010 - atualmente)
Em 2010, Gigi viajou com Ivete Sangalo para o Canadá, com o intuito de se encontrar com a cantora canadense Nelly Furtado. Lá, os dois compuseram duas canções ao lado de Nelly e, de seu parceiro nas composições, Lester Mendez, para o terceiro álbum ao vivo da cantora baiana, Ivete Sangalo no Madison Square Garden, de 2010. Apenas uma canção entrou no álbum, o dueto Where It Begins, escrita pelos quatro. Além disso, Gigi foi um dos compositores do primeiro single do álbum, Acelera Aê, que se tornou mais um número-um para a coleção de Ivete.
Em 2012, Gigi compôs três faixas para o sétimo álbum de estúdio de Ivete, Real Fantasia, sendo que uma delas (a canção Essa Distância) foi escrita por ele sozinho. As outras foram escritas com a própria Ivete e o maestro Radamés Venâncio (a balada Só Num Sonho), e com o parceiro de longa data Fábio O'Brian (o samba-rock Balançando Diferente). Só que dessa vez, nenhuma canção escrita por ele foi lançada como single, sendo a primeira vez que esse fato aconteceu. Já em 2013, Gigi compôs a canção Tempo de Alegria, para o quarto álbum ao vivo, em 2014.

## Composições de Gigi gravadas por Ivete Sangalo
Festa (2001);
- Penso
- Em Mim, Em Você

Clube Carnavalesco Inocentes em Progresso (2003);
- Faz Tempo
- Devagar e Sempre

MTV Ao Vivo - Ivete Sangalo (2004);
- Flor do Reggae

As Super Novas (2005);
- Abalou
- Poder
- Eh! Maravilha
- Na Bahia

Multishow ao Vivo: Ivete no Maracanã (2007);
- Não Precisa Mudar
- Completo

Pode Entrar (2009);
- Agora Eu Já Sei
- Completo
- Eu Tô Vendo
- Sintonia e Desejo
- Não Me Faça Esperar

Ivete Sangalo no Madison Square Garden (Multishow ao Vivo) (2010);
- Acelera Aê
- Where It Begins

Real Fantasia (2012);
- Balançando Diferente
- Só Num Sonho
- Essa Distância

IS20 (2014);
- Tempo de Alegria

## Canções compostas por Gigi nas paradas de sucesso
| Ano                                                | Single                                   | Melhores posições | Álbum                                  | Artista         |
| Ano                                                | Single                                   | BRA Hot 100       | Álbum                                  | Artista         |
| -------------------------------------------------- | ---------------------------------------- | ----------------- | -------------------------------------- | --------------- |
| 1996                                               | "Preciso de Você"                        | 3                 | Netinho                                | Netinho         |
| 1996                                               | "Menina Linda"                           | 22                | Netinho Ao Vivo                        | Netinho         |
| 1999                                               | "Topo do Mundo" (versão Ifá)             | 25                | Ifá                                    | Ifá             |
| 2001                                               | "Penso"                                  | 2                 | Festa                                  | Ivete Sangalo   |
| 2001                                               | "Amor Verdadeiro"                        | 49                | Terra Carnavalis - Ao Vivo em Salvador | Netinho         |
| 2004                                               | "Faz Tempo"                              | 2                 | MTV Ao Vivo - Ivete Sangalo            | Ivete Sangalo   |
| 2004                                               | "Flor do Reggae"                         | 1                 | MTV Ao Vivo - Ivete Sangalo            | Ivete Sangalo   |
| 2005                                               | "Abalou"                                 | 1                 | As Super Novas                         | Ivete Sangalo   |
| 2005                                               | "O Seu Adeus"                            | 1                 | Cheiro de Amor - Ao Vivo               | Cheiro de Amor  |
| 2005                                               | "Topo do Mundo" (versão Daniela Mercury) | 13                | Balé Mulato                            | Daniela Mercury |
| 2007                                               | "Não Precisa Mudar"                      | 1                 | Multishow ao Vivo: Ivete no Maracanã   | Ivete Sangalo   |
| 2007                                               | "Completo"                               | 1                 | Multishow ao Vivo: Ivete no Maracanã   | Ivete Sangalo   |
| 2008                                               | "Não Me Faça Esperar"                    | 3                 | Pode Entrar                            | Ivete Sangalo   |
| 2009                                               | "Agora Eu Já Sei"                        | 2                 | Pode Entrar                            | Ivete Sangalo   |
| 2010                                               | "Acelera Aê"                             | 1                 | Ivete Sangalo no Madison Square Garden | Ivete Sangalo   |
| 2013                                               | "Tempo de Alegria"                       | 1                 | IS20                                   | Ivete Sangalo   |
| 2017                                               | "Eu Quero e Você Quer"                   |                   |                                        | Preta Gil       |
| "—" denota canção que não foi lançada como single. |                                          |                   |                                        |                 |